# Vitória (mitologia)
Vitória (Latim: Victoria) era, na mitologia romana, a personificação/deusa da vitória. Corresponde à deusa grega Nice (em grego Νίκη, Níkē ou Niké – "Vitória").
Porém, diferentemente da deusa Nice, Vitória exercia um papel fundamental na sociedade. Diversos templos foram erguidos para homenageá-la e um grande culto subsistiu por centenas de anos, adorando-a. Quando a estátua foi retirada em 382 houve muita revolta em Roma. A adoração era muito comum entre os generais que a agradeciam pela vitória nas guerras. 
A imagem era impressa em moedas, joias, arquitetura, entre outras obras de arte, nas quais era sempre vista numa carruagem. Um exemplo é a imagem sobre o Portão de Brandemburgo em Berlim, Alemanha.